# Почковидный хилокорус
Почковидный хилокорус (лат. Chilocorus renipustulatus) — вид божьих коровок из подсемейства Scymninae.

## Описание
Взрослый жук длиной 4—5 мм, имеет чёрную окраску, голова также чёрная. Каждое из надкрылий несёт одно большое красное пятно.

## Экология
Обитает в лесах и кустарниковых местообитаниях. Взрослые коровки и личинки питаются щитовки. Развитие личинки проходит четыре возрастных стадии. Зимовка происходит на стадии имаго.

## Распространение
Встречается в Евразии от Западной Европы до Монголии и Китая.

## Галерея

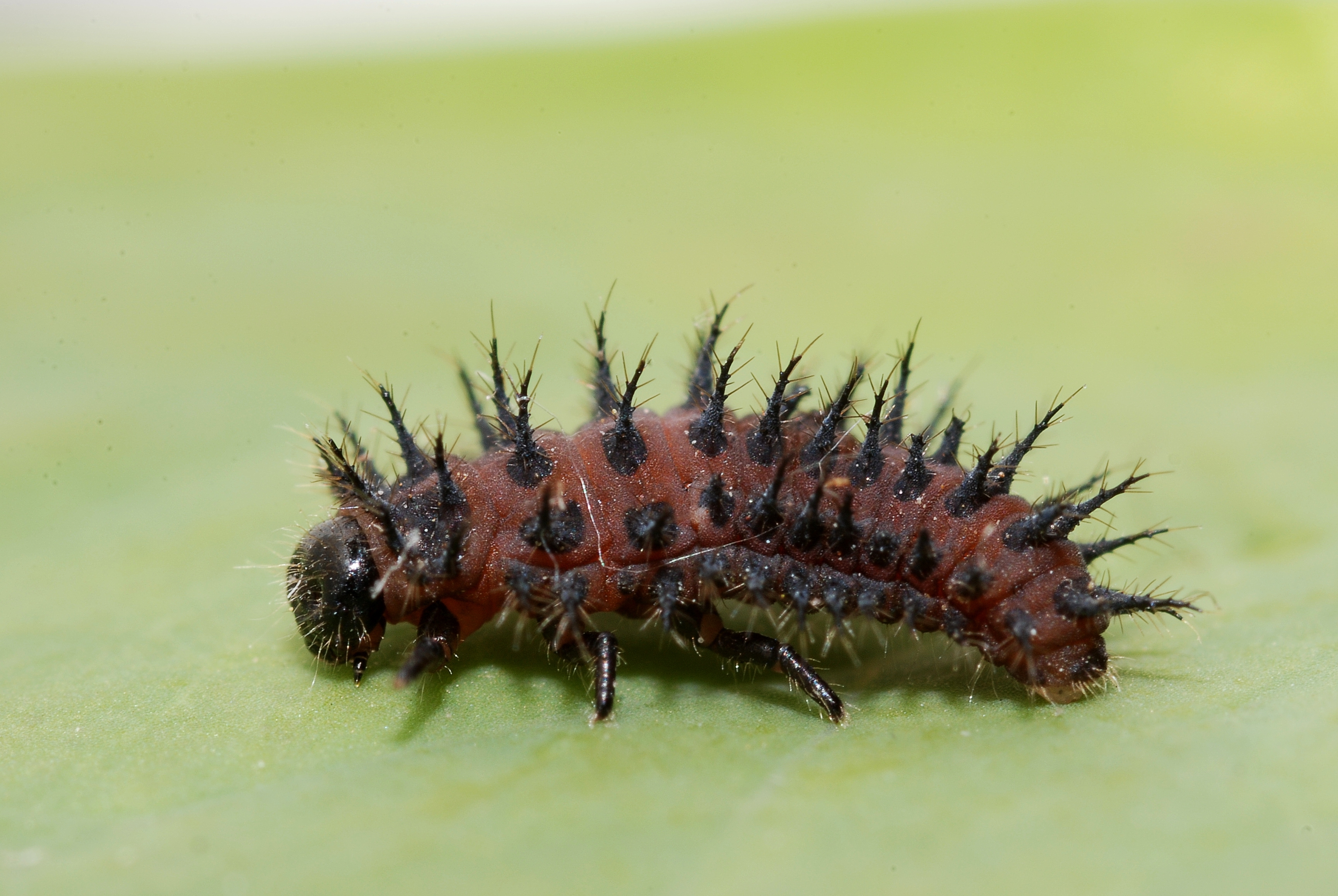
Личинка